# Gisela Teichmann
Gisela Ilse Gertrud Teichmann, geb. Gisela Weis (* 19. September 1919 in Leipzig; † 17. April 2000 in Rostock), war eine deutsche Medizinerin (Kardiologie) und Hochschullehrerin.

## Leben
Gisela Teichmann absolvierte nach dem Besuch von höherer Mädchenschule und Gymnasium von 1939 bis 1944 ein Medizinstudium in Leipzig, Innsbruck und Straßburg. 1944 folgten das Staatsexamen, die Promotion zur Dr. med. und die Arbeit als Ärztin am Medizinisch-Poliklinischen Institut der Universität Leipzig. Fachärztin für Innere Medizin wurde sie 1951 und 1954 Oberassistentin an selbigem Institut. Ihre Habilitation erfolgte 1957 in Leipzig.
Gisela Teichmann ging 1960 als Dozentin für Innere Medizin an die Poliklinik und Klinik für Innere Medizin der Universität Rostock. 1964 erfolgte hier die Ernennung zur außerordentlichen Professorin mit Lehrauftrag und 1969 zur ordentlichen Professorin für Innere Medizin (Kardiologie). 1969 und erneut 1974 war sie stellvertretende Klinikdirektorin für Erziehung und Ausbildung und 1973 leitete sie kommissarisch die Medizinische Poliklinik. Von 1971 bis 1974 war sie Leiterin der Abteilung für Hypertonie und Kardiologie der Medizinischen Poliklinik und von 1974 bis 1980 Leiterin der Abteilung für Kardiologie der Klinik und Poliklinik für Innere Medizin. Ihre umfangreichen Publikationen befassten sich vor allem mit der Elektrokardiographie und Klinischen Hypertonie. Nach ihrer Emeritierung beschäftigte sie sich intensiv mit der Medizingeschichte.
Gisela Teichmann war verheiratet mit Werner Teichmann (1917–2007), Dr. med. habil. und Professor für Innere Medizin (Gastroenterologie) an der Universität Rostock. Ihre Grabstätten befinden sich auf dem Neuen Friedhof in Rostock (Feld UMe 953).

## Mitgliedschaften und Funktionen
- 1963:	Gründungsmitglied der Gesellschaft der Internisten Mecklenburgs
- 1973–1989: wissenschaftliche Leitung der 1. bis 18. Tagung der „Rostocker Gespräche über Fragen der Hypertonietherapie“
- 1976–1989: Leitung der Arbeitsgemeinschaft „Mittlere Medizinische Fachkräfte“ der Gesellschaft für Kardiologie und Angiologie der DDR
- 1974:	Leiterin der Arbeitsgruppe Rostock des Forschungsverbandes Herz-Kreislauf-Erkrankungen/Hypertonie[1]

## Ehrungen
- 1975:	Hufeland-Medaille in Silber
- 1979: Ehrenmitgliedschaft der Gesellschaft für Kardiologie und Angiologie
- 1980: Ehrenmitgliedschaft der Gesellschaft für Klinische Medizin der DDR
- 1989:	Werner-Porstmann-Medaille
- 1997: Ehrenmitgliedschaft in der Deutschen Liga zur Bekämpfung des hohen Blutdrucks[1]

## Schriften (Auswahl)
- Eine neue Methode zur Altersbestimmung von Blut- und Serumspuren auf Papier. Dissertation, Leipzig 1944.
- Hämodynamische Untersuchungen bei fraglichen Fällen von Herzmuskelschädigung. Habilitation, Leipzig 1957.
- Zur historischen Entwicklung der Herzschrittmachertherapie in Rostock. In: Wissenschaftliche Zeitschrift der Wilhelm-Pieck-Universität Rostock, 1983.
- William Harvey und das Herzminutenvolumen. In: Innere Medizin. Band 19, 1992, Nr. 3, S. 94–96.
- mit Werner Teichmann: Zur Geschichte der Klinik und Poliklinik für Innere Medizin der Universität Rostock. In: Epidauros. Unabhängige Zeitschrift an der Medizinischen Fakultät der Universität Rostock, 1994.
- mit Werner Teichmann: Die Medizinische Fakultät. In: Mögen viele Lehrmeinungen um die eine Wahrheit ringen. 575 Jahre Universität Rostock, 1994.
- Artikel über Jacob Fabricius, Wilhelm Josephi, Friedrich Schatz, Hermann Stannius sowie Johann, Peter und Wilhelm Lauremberg in:
Angela Hartwig und Tilmann Schmidt (Hrsg.): Die Rektoren der Universität Rostock: 1419–2000. (= Beiträge zur Geschichte der Universität Rostock, Heft 23). Universität, Rostock 2000, ISBN 3-86009-173-5.
- Artikel für das Biographische Lexikon für Mecklenburg[3]